# Trichophyllarthrius nigroapicalis
Trichophyllarthrius nigroapicalis är en skalbaggsart som beskrevs av Pierre Lepesme och Stefan von Breuning 1956. Trichophyllarthrius nigroapicalis ingår i släktet Trichophyllarthrius och familjen långhorningar.
Artens utbredningsområde är:
- Moçambique.
- Zimbabwe.

Inga underarter finns listade i Catalogue of Life.